# Прстенаста фока
Прстенаста фока (Pusa hispida или Phoca hispida), позната и као netsik или nattiq на језику Инуита, је безуха фока која живи у арктичким и субарктичким пределима. То је релативно мала фока, ретко дужа од 1.5 м, са карактеристичним тамним мрљама окруженим светло-сивим прстеновима на крзну, по чему су добиле име. То је најбројнија и најраспрострањенија ледена фока у Северној хемисфери: живи у Северном леденом океану, Беринговом и Охотском мору, све до северне обале Јапана у Пацифику, и у северном Атлантику од обале Гренланда и Скандинавије до Њуфаундленда на југу, и укључује две слатководне подврсте у северној Европи. Прстенасте фоке су главни плен белих медведа и китова убица, и одавно су састојак у исхрани домородаца на Арктику.

## Опис
Прстенаска фока је најмања и најчешћа фока на Арктику, са малом главом и дебелим тијелом. Длака им је тамна са сребрним прстеновима на леђима и странама, док јој је стомак сребрне боје. Одавде и потиче име ове врсте. У зависности од подврста и стања, величина одрасле јединке може бити од 100 до 175 центиметара (39,5 до 69 инча), док се тежина може кретати од 32 до 140 килограма. Просјечна прстенаста фока је дугачка око 1,5 метара, а тежи између 50 и 70 килограма. Ова врста се обично сматра најмањом врстом у правој породици фока, иако се неколико  сродних врста, као на примјер бајкалска фока, може приближити овим димензијама. Њихове мале предње канџе имају дебљину више од 2,5 центиметара (1 инч), а користе их за одржавање отвора за дисање кроз лед дебљине 2 метра. 

### Таксономија и филогенија
Таксономија прстенасте фоке се много преиспитивала и расправљала у литератури. Због широког распона, описано је чак десет подврста. Прстенаста фока је највише повезана са каспијском фоком и бајкалском фоком, које су сличне мале величине, исте карактеристике морфологије лобање и склоност ка леду. 
Најближи филогенетски сродник прстенастој фоци јесте сива фока (Halichoerus grypus) и врсте из рода Phoca, који су раније сврставани као прстенасте фоке. Заједно са преосталим фокама сјеверне географске ширине (тракаста, брадаста, харфаста и ћубаста фока), ове фоке чине подфамилију Phocinae.

### Распон и станиште
Прстенасте фоке се јављају широм Арктичког океана. Могу се наћи у Балтичком мору, Беринговом мору и заливу Хјудсон. Најчешће се одмарају на санти леда, а на сјевер ће се кретати само у циљу проналаска јачег леда. Двије подврсте се могу наћи у слаткој води. 
Налазе се у свим морима Арктичког океана. У Сјеверном Тихом океану се налазе у јужном дијелу Беринговог мора и простиру се јужно чак до Јапана. Прстенасте фоке преферирају воде покривене ледом и добро су прилагођене сезонском и трајном леду. Често се могу наћи у средини која је више од 90% прекривена ледом. Током већег дијела године остају у контакту са ледом, па чак и доносе младунце на леду у периоду касне зиме или раног прољећа. 
Дакле, прстенасте фоке обитавају у арктичким водама и обично се повезују са сантама леда. Прстенаста фока одржава отвор за дисање у леду, што им омогућава употребу станишта на начин који није доступан другим фокама. 

### Живот
Женке доживе сексуалну зрелост са 4 године, док мушке јединке сазријевају и до 7 година. Током прољећне сезоне размножавања, женке граде јазбине унутар дебелог леда и рађају младунце у тим грађевинама. Женке рађају једно младунче на морском дну или обалном леду у марту или априлу, након деветомјесечног гестацијског периода. 
Женке обично почињу парење крајем априла. Мушке јединке лутају по леду у потрази за партнером, а када га пронађу, мужјак и женка могу провести и неколико дана заједно прије парења. Након што је завршен процес парења, мужјак тражи другог партнера. 
Прстенасте фоке живе око 25 до 30 година. То су самотне животиње, које када се извлаче на лед пазе на дистанцу једне од  других. 
Прстенасте фоке су важан дио исхране домородачког арктичког становништва дуго времена, а свакодневно их лове и многе друге заједнице. Ипак, сматра се да је јетра прстенастих фока штетна за труднице. Највећа пријетња прстенастим фокама јесу климатске промјене, пошто велики дио њиховог станишта зависи од леда. Јазбине гдје се младунци рађају често су уништене и прије него што се они науче да лове и преживљавају самостално.

### Исхрана
Исхрана прстенастих фока се састоји од 72 врсте риба и безкичмењака. Храњење обављају усамљено, а њихов избор хране најчешће укључује шкампе, арктички бакалар и харинге. За вријеме храњења, прстенасте фоке могу заронити и у дубине од 4 до 46 метара. У љетњим мјесецима хране се уз ивицу морског леда у потрази за поларним бакаларом. У плиткој води се хране малим бакаларом. Такође могу јести смуђ, ракове, шкољке, итд. 

### Предатори
Прстенаста фока је важан члан ланца исхране, посебно значајна за поларне медведе. Током сезоне парења, арктичке лисице и гримизни галебови се хране младунцима рођеним изван јазбине, док китови убице, гренландски морски пси и атлантски моржеви их лове у води. 

## Спољашњи извори
- Voices in the sea: The Ringed Seal
- Ringed Seal Архивирано на веб-сајту  (15. децембар 2014)